# Drink (prémétro d'Anvers)
Drink  est une station fantôme du prémétro d'Anvers. Elle est située à l'est de la ville sous la Turnhoutsebaan à hauteur du croisement des Drinkstraat et Eliaertsstraat. Construite dans le cadre du Reuzenpijp, les travaux ont débuté en 1978 et sont depuis 1989 à l'arrêt. 
Elle se trouve à proximité de l'ancienne maison communale de Borgerhout et de la Ecohuis d'Anvers (la maison de l'écologie).

## Caractéristiques
Depuis la mise en service de l'axe est du prémétro d'Anvers (parcouru par les lignes 8 et 10 du tram d'Anvers), la station sert de sortie de secours.
La station est construite sur le même modèle que les autres du Reuzenpijp avec au niveau -1 se situe la salle des guichets. Au niveau -2 se situe le quai vers le centre ville, tandis que celui vers la sortie est au niveau -3 à 25 mètres sous la surface.